# Iaguar
Iaguar (rus: Ягуар) és una pel·lícula dramàtica soviètica del 1986 dirigida pel xilè Sebastián Alarcón. És una adaptació lliure cinematogràfica de la novel·la de Mario Vargas Llosa La ciudad y los perros.

## Argument
L'heroi és un cadet d'una escola militar on s'entrenen els futurs defensors del règim de Pinochet. Després d'haver sobreviscut al col·lapse de la filosofia de la crueltat, Jaguar (com l'anomenaven els cadets pel seu caràcter ferm i independent) s'uneix a les files de lluitadors contra el règim existent.

## Repartiment
- Serguei Veksler com a Pablo el Jaguar
- Artiom Kaminski com a Alberto Fernandez
- Adel Al-Khadad com a Ricardo Orana
- Serguei Gazarov com a tinent Gamboa
- Ianina Khataxturova com a Teresa
- Igor Vernik com a Cava
- Vladimir Tatosov com a coronel
- Vsévolod Xilovski com a major
- Islam Kazíev com a Sergent Pesoa
- Bakhram Akramov com a Pitaluga
- Serguei Xkalikov[6] com a Boa